# La Xina és a prop
La Xina és a prop (títol original en italià: La Cina è vicina) és una pel·lícula italiana dirigida per Marco Bellocchio estrenada el 1967. Ha estat doblada al català.

## Argument
Vittorio Gordini Malvezzi, professor de l'escola superior i polític transformista, està a punt de convertir-se en conseller i pren com factòtum Carlo, un jove activista del Partito Socialista unificato, el partit al qual Víctor té la intenció d'afiliar-se.
Tenint l'oportunitat de freqüentar aquesta important família (els Gordini Malvezzi són d'ascendència noble), Carlo intima amb la germana de Víctor, Elena, que esdevé la seva amant, tot i que ell està ja compromès amb la seva secretària, Giovanna. Quan se'n assabenta, Giovanna decideix venjar-se. Elena queda mentrestant embarassada i tracta d'avortar, i es teixeixen una sèrie d'intrigues que acaben amb un doble matrimoni forçat: Charles i Elena, Giovanna i Víctor.
La pel·lícula acaba amb el maoista Camillo, que incita a contra el seu germà Vittorio quan el professor fa un acte electoral.

## Repartiment
- Glauco Mauri: Vittorio
- Elda Tattoli: Elena
- Paolo Graziosi: Carlo
- Daniela Surina: Giovanna
- Pierluigi Aprà: Camillo
- Alessandro Haber: Rospo
- Claudio Trionfi: Giacomo
- Laura De Marchi: Clotilde
- Claudio Cassinelli: Furio
- Rossano Jalenti
- Mimma Biscardi
- Francesco Arcangeli
- Gianbattista Bassi
- Sandro Berdondini
- Remigio Bettoli
- Giuseppe Longanesi
- Ondina Longanesi
- Gustavo Mazzini
- Izza Mazzini
- Irma Silimbani
- Giuliano Todeschini
- Luigi Vannini
- Sofia Zanelli

## Premis i nominacions
Premis
- 1967: Gran Premi del Jurat al Festival Internacional de Cinema de Venècia

Nominacions
- 1967: Lleó d'Or